# Choerophryne microps
Choerophryne microps är en groddjursart som beskrevs av Günther 2008. Choerophryne microps ingår i släktet Choerophryne och familjen Microhylidae. Inga underarter finns listade i Catalogue of Life.